# پفی‌مرغ سبیل‌دار
پفی‌مرغ سبیل‌دار (نام علمی: Malacoptila mystacalis)، گونهای از پرندگان نزدیک گنجشک‌سان از خانواده پفی‌مرغان (Bucconidae) (شاملپفی‌مرغ‌ها، راهبک‌ها و مرغ‌های راهبه) و یکی از هفت گونه در سردهٔ Malacoptila است که در کلمبیا، اکوادور و ونزوئلا یافت می‌شود.